# Carlos Salinas

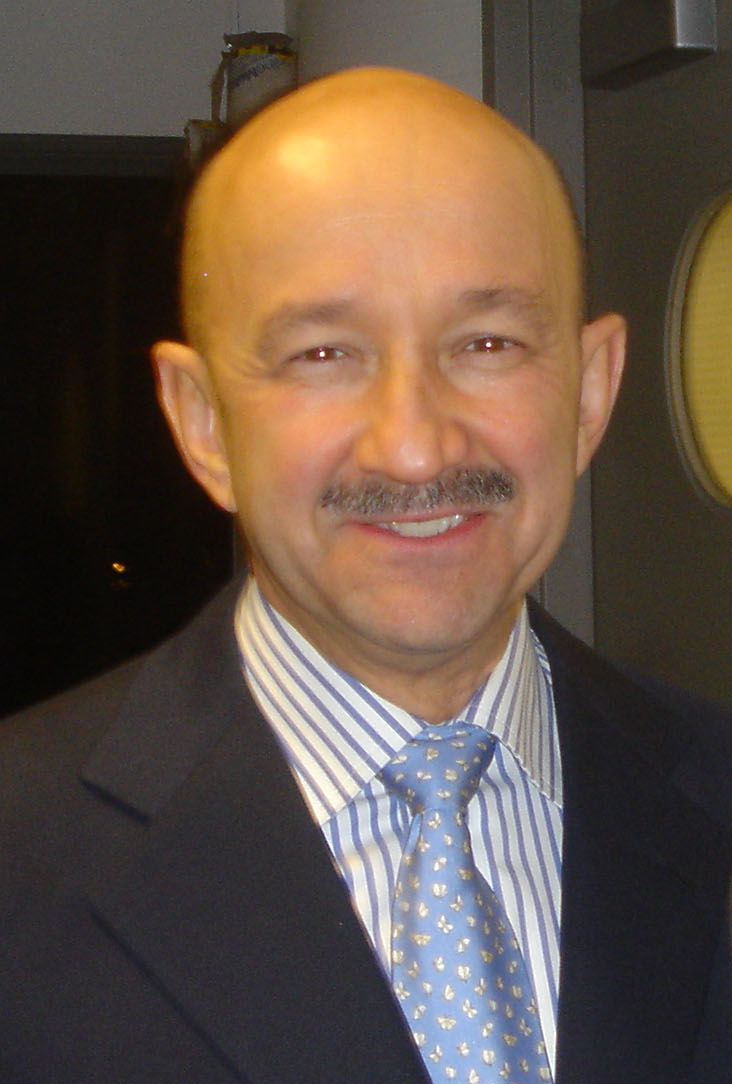
Carlos Salinas
(2006)

Carlos Salinas de Gortari (Mexico-Stad, 3 april 1948) is een Mexicaans politicus en econoom. Hij was president van Mexico van 1988 tot 1994. Hij voerde grootschalige economische hervormingen met een neoliberaal karakter door, culminerend in de Noord-Amerikaanse Vrijhandelsovereenkomst (NAFTA) van 1994. Salinas geldt als een van Mexico's meest controversiële presidenten. Zijn verkiezing ging gepaard met grootschalige verkiezingsfraude en vooral aan het eind van zijn termijn kreeg hij vaak te maken met beschuldigingen van corruptie en machtsmisbruik. Aanhangers schrijven hem het moderniseren van Mexico's achterhaalde economische systeem toe. Salinas gold als vertegenwoordiger van de zogenaamde 'technocraten' binnen de regerende Institutioneel Revolutionaire Partij (PRI).

## Vroege jaren
Salinas werd geboren in een welgestelde familie in Mexico-Stad. Hij is de zoon van Raúl Salinas Lozano, minister van Handel onder Adolfo López Mateos. Op 4-jarige leeftijd doodde hij met zijn broer Raúl een 12-jarige huishoudster toen ze oorlogje aan het spelen waren. Aangezien het meisje van arme, Indiaanse afkomst was werd het incident afgedaan als een ongeluk.
Salinas studeerde in Mexico, Harvard, Cambridge en Massachusetts. In 1978 promoveerde hij in politieke economie. Hij sloot zich aan bij de Institutioneel Revolutionaire Partij (PRI), die Mexico al sinds 1929 regeerde. Van 1971 tot 1974 was hij werkzaam bij het Mexicaanse ministerie van Financiën, en van 1979 tot 1981 bij het ministerie van Budget en Planning. Voor de verkiezingen van 1982 was hij campagneleider van Miguel de la Madrid, die de verkiezingen uiteindelijk ook won. Salinas werd minister van Budget onder De la Madrid, waar hij tal van bezuinigingsmaatregelen doorvoerde, en de in het slop geraakte economie probeerde te herstellen door het nemen van neo-liberale maatregelen.

## Verkiezing
In 1988 werd hij door De la Madrid als presidentskandidaat aangewezen. Een groep prominente PRI-politici, die het niet eens waren met het gebruik van de dedazo, het door de zittende president aanwijzen van zijn opvolger, verliet de partij. Leider van deze groep was Cuauhtémoc Cárdenas, zoon van voormalig president Lázaro Cárdenas. Cárdenas voerde bij de verkiezingen van 1988 het Frente Democratico Nacional, een coalitie van kleine linkse partijen aan.
Volgens de officiële uitslag kreeg Salinas 50,3% van de stemmen, maar de verkiezingen gingen gepaard met grootschalige fraude. Voor de verkiezingen vond er intimidatie tegen de oppositie plaats, er werden miljoenen niet-bestaande kiezers aangetroffen en gevulde stembussen gevonden nog voor de verkiezingsdag. De eerste resultaten op verkiezingsavond werden getoond door een hypermodern computerscherm, maar toen de oppositie opmerkte dat de resultaten niet overeenkwamen met de echte resultaten viel het computersysteem plots uit. Enkele dagen later riep de kiescommissie Salinas tot winnaar uit, maar kon geen verkiezingsuitslag geven. Na de verkiezingen werden er bovendien talloze verbrande stemformulieren waarop oppositiekandidaten waren ingevuld op de vreemdste plaatsen aangetroffen. Oppositiekandidaten Cárdenas, Clouthier en Ibarra dienden protest in, maar het mocht niet baten en op 1 december werd Salinas als president ingehuldigd.

## Presidentiële termijn
Omdat hij op twijfelachtige manier president was geworden trad hij in zijn eerste maanden als president daadkrachtig op. Hij liet enkele prominenten, waaronder vakbondsleider Joaquín Hernández, arresteren wegens corruptie. Volgens tegenstanders deed hij dit alleen maar omdat Hernández hem tijdens de verkiezingscampagne had uitgemaakt voor moordenaar, wegens het neerschieten van de dienstmeid op 4-jarige leeftijd. Protesten van aanhangers van Cárdenas werden hardhandig de kop ingedrukt, waarbij enkele honderden doden vielen.
Hij zette het economische beleid van zijn voorganger voort. Van de staatsbedrijven werd 85% geprivatiseerd. Volgens tegenstanders waren de meeste privatiseringen corrupt, en bevoordeelde Salinas zijn vrienden bij de verkoop. Op de economie hadden deze maatregelen aanvankelijk een gunstig effect: de inflatie werd teruggebracht van 159,17% tot 7,05%. In 1993 verving hij de waardeloos geworden Mexicaanse peso (MXP) door de nieuwe peso door drie nullen van de oude peso af te halen.
Salinas voerde tal van veranderingen door in de Mexicaanse grondwet. Zo werd artikel 127, dat over landherdeling ging, grotendeels herschreven. Hierdoor kwam er goeddeels een einde aan het systeem van de ejidos. Ook liet hij een aantal antiklerikale passages schrappen. Priesters en nonnen mochten voortaan stemmen en het was hen toegestaan in religieuze kledij over straat te gaan. In 1992 herstelde hij bovendien de banden met het Vaticaan, die in 1861 waren verbroken.
Vanwege de nare nasmaak van de verkiezingen van 1988 voerde Salinas bovendien een aantal democratische hervormingen door. Na 1988 werd de PRI bij bijna alle (lokale) verkiezingen beschuldigd van fraude, zodat de uiteindelijke uitslag eerder op straat dan in het stemhokje werd bepaald. Tijdens Salinas' termijn werd er voor het eerst in meer dan een halve eeuw een oppositiekandidaat tot gouverneur gekozen, Ernesto Ruffo Appel in Neder-Californië. De PRI zocht toenadering tot de conservatieve Nationale Actiepartij (PAN). De Partij van de Democratische Revolutie (PRD) van Cárdenas weigerde elke toenadering tot Salinas.

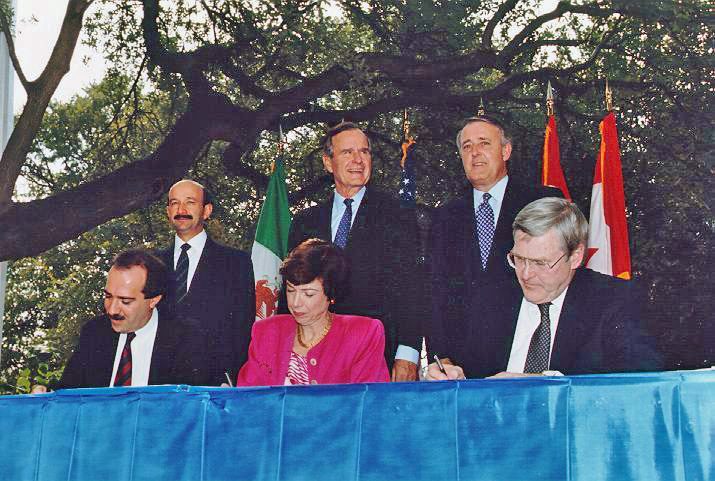
De ondertekening van de NAFTA
(1992)

In 1992 bereikte Salinas een overeenkomst over een vrijhandelszone met de Verenigde Staten en Canada. De Noord-Amerikaanse Vrijhandelsovereenkomst (NAFTA) zou op 1 januari 1994 ingaan. Salinas stond in zeer hoog aanzien in binnen- en buitenland. Door liberale economen werd hij geprezen omdat hij duidelijk maakte dat het kapitalistisch model de beste manier is voor ontwikkelingslanden om zich te ontwikkelen. Na het aflopen van zijn termijn in 1994 werd hij als voorzitter van de Wereldhandelsorganisatie getipt.

## Rampjaar 1994
In 1994 stortte Salinas imago echter volledig ineen. Al op 1 januari, de dag waarop Mexico toetrad tot de NAFTA, kwam in Chiapas het Zapatistisch Nationaal Bevrijdingsleger (EZLN) in opstand. Gevechten duurden maar een paar weken en er werd al snel een wapenstilstand bereikt. Onderhandelingen liepen op niets uit, Zapatistaleider Subcomandante Marcos eiste niets minder dan het aftreden van Salinas. Deze opstand maakte duidelijk dat de economische voorspoed slechts een klein deel van de Mexicanen ten goede was gekomen en dat de kloof tussen arm en rijk onder Salinas alleen maar groter was geworden.
In maart kwam er opnieuw een klap toen de door Salinas' aangewezen presidentskandidaat Luis Donaldo Colosio werd vermoord. De dader was gauw gevonden, maar veel Mexicanen waren niet tevreden over de uitkomst. Er waren hardnekkige geruchten dat Salinas verantwoordelijk was voor de moord op Colosio. Colosio had enkele weken voor hij vermoord werd een toespraak gehouden waarin hij zei dat Mexico vele problemen had, wat als een rechtstreekse aanval werd gezien op het beleid van Salinas. In september vond er nog een politieke moord plaats, dit keer op José Francisco Ruiz Massieu, secretaris-generaal van de PRI. Ook met deze moord werd Salinas in verband gebracht, zeker toen er tijdens het proces allerlei gestuntel en corruptie aan het licht kwam.
Tegen het einde van Salinas' termijn was er bovendien een grote stijging van de criminaliteit, veelal drugsgerelateerd. Ook Salinas werd door tegenstanders in verband gebracht met de drugsmaffia, al is dat nooit bewezen. Daarnaast werd hij ook nog eens in verband gebracht met de moord op kardinaal Juan Jesús Posadas Ocampo door de drugsmaffia in 1993.
De presidentsverkiezingen van 1994 werden gewonnen door PRI-kandidaat Ernesto Zedillo, vervanger voor Colosio. Zedillo won met een ruime marge in verkiezingen die zonder al te veel onregelmatigheden waren verlopen. Zedillo trad aan op 1 december 1994. Enkele weken na zijn aantreden werd de Mexicaanse peso gedevalueerd, waarna een enorme economische crisis volgde. In een week tijd verloor de peso de helft van haar waarde, bijzonder kwalijk in een land waar de meesten hun inkomen in peso's hebben en hun schulden in dollars. Deze crisis vond plaats tijdens de termijn van Zedillo maar volgens velen waren de economische bases van deze crisis al tijdens Salinas' termijn gelegd. Toen begin 1995 Carlos' broer Raúl ("el hermano incómodo", "de ongemakkelijke broer") voor de moord op Ruiz Massieu werd gearresteerd was de maat vol en ging Salinas in zelfverkozen ballingschap naar Dublin.

## Latere jaren
Vanuit Ierland schreef Salinas het boek México, un paso difícil a la modernidad (Mexico, een moeilijke stap naar de moderniteit) en publiceerde dit in Mexico. Hij verdedigde zich in dit boek tegen de aanklachten tegen hem en gaf Zedillo de schuld van de economische crisis van 1994. El Barzón, een groep bankiers die het slachtoffer was geworden van de crisis van 1994, kopieerde zijn boek letterlijk en verspreidde het elektronisch, om te voorkomen dat Salinas er aan zou verdienen.
Salinas brengt af en toe nog een bezoek aan Mexico, wat meestal met veel media-aandacht gepaard gaat, al is het niet meer zoveel als voorheen. Salinas geniet nog een zekere populariteit onder liberale economen. Aanhangers van Salinas maken duidelijk dat geen enkele van de aanklachten tegen Salinas ooit is bewezen, en dat hij wordt gebruikt als boeman. PRD-politicus Andrés Manuel López Obrador bijvoorbeeld, heeft de neiging Salinas te beschuldigen van bijna alles wat er mis gaat in Mexico, en noemt hem steevast de "onnoembare".
Op 6 december 2004 werd Salinas' broer Enrique dood aangetroffen in een auto met een plastic zak om zijn hoofd. Hij is hoogstwaarschijnlijk vermoord, maar de dader is nooit gevonden. Op 14 juni 2005 werd Raúl Salinas op borgtocht vrijgelaten, nadat bleek dat er vervalst bewijsmateriaal was gebruikt in de zaak-Ruiz Massieu, waarvoor hij Zedillo beschuldigde. Wel heeft hij nog aanklachten wegens corruptie tegen zich lopen.
- Biblioteca Nacional de España: XX1125473
- Bibliothèque nationale de France: cb124838492 (data)
- Catàleg d'autoritats de noms i títols de Catalunya: 981058519620606706
- CiNii: DA06863520
- Gemeinsame Normdatei: 119278707
- International Standard Name Identifier: 0000 0001 0910 7945
- Library of Congress Control Number: n82146887
- Bibliotheek van het Japanse parlement: 00738176
- Nationale Bibliotheek van Israël: 987007267396905171
- Nederlandse Thesaurus van Auteursnamen: 131636510
- SNAC: w63w1vbx
- Système universitaire de documentation: 033931658
- Virtual International Authority File: 54954516
- WorldCat: E39PBJhXdJBw4QMdrjTtFTGbVC